# La Visitation de la Vierge avec sainte Anne
Pour les articles homonymes, voir Visitation.
La Visitation de la Vierge avec sainte Anne  (en italien : Visitazione con sant'Anna) est une peinture religieuse du Pérugin, une œuvre a tempera sur bois (32 × 34 cm), datant de 1472 environ et conservée à la Galleria dell'Accademia de Florence.

## Histoire
L'œuvre est une composition de jeunesse de l'artiste issue probablement d'une prédelle d'un retable perdu.
La présence sur le fond de saint François d'Assise recevant les stigmates et celle de Jean le Baptiste, saint patron de Florence, laissent présumer que la destination originelle du tableau pourrait être un couvent franciscain florentin comme celui de la basilique Santa Croce de Florence.
L'attribution au Pérugin est discutée : Hans Mackowsky, Raimond Van Marle et Ugo Procacci, l'avaient attribué à Jacopo del Sellaio ou à son école, tandis que  Federico Zeri fut le premier en 1959, au cours d'une conférence, à penser au Pérugin suivi par la suite par Anna Padoa Rizzo ; Jean K. Cadogan enfin pensa à Domenico Ghirlandaio.

## Thème
L'œuvre reprend le thème de la Visitation de la Vierge Marie après l'Annonciation, qui est un thème artistique de l'iconographie chrétienne représentant la Vierge Marie rendant visite à sa cousine Élisabeth, la future mère de saint Jean le baptiste. Cette rencontre s'effectue ici en présence de sainte Anne, mère de Marie et parente d'Élisabeth.
D'autres scènes de la vie des saints sont incluses dans le fond du tableau sans discontinuité spatiale.

## Description
Dans le premier plan a lieu, la rencontre entre Marie (au centre) et sa cousine Anne (à droite) : à gauche, on reconnaît  sainte Anne à son nom inscrit en lettres dorées sur son auréole,
Les trois femmes portent toutes au moins un vêtement rouge, la Vierge Marie complétée du bleu royal.
Deux scènes secondaires se déroulent en arrière-plan :  dans la perspective entre Anne et Marie, on aperçoit, accompagné de son fidèle compagnon frère Léon, saint François d'Assise recevant les stigmates d'une apparition céleste de Jésus-Christ en séraphin et, sur la droite de la composition, le jeune saint Jean-Baptiste, protecteur de Florence, s'acheminant vers sa vie d'ermite dans le désert, quittant une ville reconnaissable à ses remparts et à une tour.
Dans le fond des collines s'évanouissent en clair dans le modelé du ciel.

## Analyse
La peinture est une œuvre de jeunesse de l'artiste. En effet, la série de graphismes et de « duretés » sont les fruits de l'influence d'Andrea del Verrocchio, comme les drapés des saints semblables à des feuilles froissées (surtout sur la disposition rythmique des plis sur le sol). On retrouve cet effet dans une autre tablette de prédelle de l'époque attribuée au Pérugin, La Naissance de la Vierge conservée à Liverpool.
L'artiste a recours à des contrastes chromatiques afin de mettre en évidence les personnages : ainsi les rochers dans l'ombre, derrière saint Anne, font ressortir son buste clair et doré.
Une forte tension plastique est créée par les lignes de contour, typique de l'art florentin de l'époque.
Ce tableau est l'une des premières œuvres dans lesquelles apparaissent des « adoucissements » qui font évoluer Pérugin en peu d'années vers son style typique empreint de douceur et de grâce et dans le paysage apparaissent les douces collines et les arbrisseaux isolés.

## Sources
- (it) Cet article est partiellement ou en totalité issu de l’article de Wikipédia en italien intitulé « Visitazione con sant'Anna » (voir la liste des auteurs).